# Carcasà
Carcasà va ser un cap amazic dels ifuraces, una de les tribus dels nasamons que residien a Tripolitana, al golf de Sirte, i que va participar activament durant les insurreccions amazics a la prefectura pretoriana d'Àfrica a mitjans del segle VI. Apareix per primera vegada als informes de la campanya del general Joan Troglita a l'hivern del 546/547, quan va ser derrotat juntament amb Antales i altres líders amazics per les tropes imperials. A la primavera del 547, després de la mort del cap laguatan Ierna, va unir les tribus amazics disperses i va ser aclamat com a líder per elles. Després de consultar l'oracle d'Amon, va reprendre la guerra contra els romans i els va infligir una dura derrota a la batalla de Marta.
A la primavera del 548, ell i Antales es van tornar a enfrontar amb Joan i el seu aliat Cutzines. Les tropes rebels van marxar contra Joan Troglita i van acampar a la plana de Mammès. Carcasà, confiat després de la seva victòria l'any anterior, volia enfrontar-se immediatament a l'exèrcit de Joan, però va cedir davant Antales, que va defensar una tàctica més cautelosa, consistent en retirar-se i arrossegant els romans cap a l'interior, obligant-los a marxar lluny de les seves bases de subministrament i a través del país devastat, amb l'objectiu d'esgotar-los i desmoralitzar-los. Els rebels van posar en pràctica les tàctiques d'Antales, però quan van acampar a la plana dels camps de Cató, a Latara, van decidir lluitar en una batalla campal. En l'enfrontament subsegüent, els romans els seus aliats van resultar victoriosos i Carcasà, durant un contraatac, va ser assassinat pel mateix Joan Troglita, segons Corip.